# Yutu
Yutu (du chinois : 玉兔 ; pinyin : Yùtù ; litt. « Lapin de jade ») est un rover lunaire automatique faisant partie de la mission chinoise Chang'e 3 sur la Lune. Il a été lancé à 17:30 UTC le 1er décembre 2013, et a atteint la surface de la Lune le 14 décembre 2013.
Yutu effectue deux parcours : le premier du 15 au 24 décembre 2013 ; le second du 11 au 15 janvier 2014. L'interruption entre les deux est due à la nuit lunaire. En août 2016, la SASTIND annonce la fin des opérations.
En tout, il parcourt une large boucle autour de l'atterrisseur mais le 15 janvier (soit un mois après avoir effectué ses premiers déplacements) et alors qu'il n'est plus qu'à 18 mètres de l'atterrisseur, il cesse tout déplacement pour des raisons inexpliquées mais continue d'émettre jusqu'en 2016.
Il n'aura parcouru au total que 114 mètres.

## Précisions
La mission Chang'e 3 occasionne le premier atterrissage en douceur sur la Lune depuis 1976 (mission Luna 24) et Yutu est le premier rover lunaire depuis que Lunokhod 2 a cessé d’émettre le 11 mai 1973.
Le nom "Yutu" est une référence à la tradition folklorique et mythologique, du lapin de jade, un compagnon de Chang'e sur la Lune.

## Le rover
Le rover lunaire Yutu (chinois : 玉兔 ; pinyin : yù tù ; litt. « Le lapin de jade », en référence au lapin lunaire), est un engin autonome à six roues, d'une masse de 140 kg dont 20 kg de charge utile. Haut de 1,5 mètre, il comporte un mât servant de support aux caméras de navigation et panoramique ainsi qu'à l'antenne parabolique utilisée pour les communications avec la Terre. Un bras articulé est utilisé comme support pour un des instruments scientifiques. Il a une durée de vie prévue de 90 jours (trois jours et trois nuits lunaires). Son énergie est fournie par des panneaux solaires. Le rover se met en mode veille durant la nuit lunaire (longue de quinze jours terrestres) lorsque la température tombe à 180 °C au-dessous de zéro et survit grâce à l'énergie stockée dans ses batteries, sans doute complétées, comme ses homologues américains et russes, par des unités de chauffage à base d'isotopes radioactifs de plutonium 238. Le système de locomotion utilise un châssis similaire à celui des rovers américains, pour faciliter le franchissement des obstacles. Chaque roue est motorisée avec un moteur électrique sans balais alimenté en courant continu. Le rover est conçu pour parcourir une distance maximale de 10 km et peut explorer une surface de 3 km2. Il peut monter une pente de 20° et franchir un obstacle de 20 cm de haut. Il utilise un algorithme de Delaunay pour analyser les images fournies par ses caméras de navigation et celles destinées à éviter les obstacles, afin d'en déduire la route à suivre. Compte tenu du temps d'aller-retour d'un signal radio (2,5 secondes), il est prévu qu'il puisse être également télécommandé par un opérateur humain.
Instruments scientifiques
Le rover emporte plusieurs instruments :
- un radar GPR (Ground Penetrating Radar), installé sous le rover, permet de sonder les couches superficielles jusqu'à une profondeur de trente mètres et de déterminer la structure de la croute lunaire jusqu'à une profondeur de cent mètres. Pour remplir ses deux objectifs, il utilise deux fréquences, 450 MHz et 60 MHz, avec une résolution respectivement de 2-2,5 mètres et de 20-25 cm. Les mesures effectuées doivent permettre de valider les modèles relatifs à l'épaisseur de la couche de régolite et aux structures profondes établis précédemment à l'aide des radars embarqués à bord d'orbiteurs lunaires ;
- un spectromètre rayons X à particules alphas est installé au bout d'un bras articulé. Il utilise une source radioactive de 30 milli curies pour déterminer l'abondance des principaux éléments chimiques présents dans le sol. L'objectif est de déterminer la géologie des terrains traversés et d'en déduire les processus de création de ceux-ci ;
- un spectromètre imageur en lumière visible et proche infrarouge, qui mesure la distribution des minéraux lunaires. Le spectre lumineux couvert va de 450 à 2400 nanomètres ce qui lui permet de déterminer la composition avec une précision de 10 %. Il utilise un filtre à modulateur acousto-optique qui ne comporte aucune pièce mobile. L'instrument a un champ optique de 6° × 6° en lumière visible, et de 3° × 3° en proche infrarouge. Sa résolution spectrale est de 8 nanomètres dans la bande des 450–950 nm et de 12 nm dans la bande des 900–2 400 nm ;
- deux caméras panoramiques sont installées en haut du mât du rover. La distance entre elles a été déterminée de manière à fournir des images en relief à haute résolution. Ces images doivent permettre de déterminer la morphologie et la topographie de la surface de la Lune autour du rover. Ces caméras sont également utilisées pour modéliser le terrain environnant, afin d'identifier les trajectoires sans obstacles et des cibles scientifiques potentielles ;
- des caméras sont également dédiées aux fonctions de navigation. Deux d'entre elles sont installées en haut du mât et deux autres, destinées à éviter les obstacles, sont fixées sur l'avant de l'astromobile.